# Список Героев Советского Союза (Бабаджанян — Балебин)
В настоящем списке представлены в алфавитном порядке все Герои Советского Союза, чьи фамилии начинаются с буквы «Б» (всего 983 человека, из них 12 удостоены этого звания дважды, один — трижды и один — четырежды). Список содержит даты Указов Президиума Верховного Совета СССР о присвоении звания, информацию о роде войск, должности и воинском звании Героев на дату представления к присвоению звания Героя Советского Союза, годах их жизни.
Ударения в фамилиях Героев приведены по книге «Герои Советского Союза: Краткий биографический словарь / Пред. ред. коллегии И. Н. Шкадов. — М.: Воениздат, 1987. — Т. 1 /Абаев — Любичев/. — 911 с. — 100 000 экз. — ISBN отс., Рег. № в РКП 87-95382.».
- Персиковым цветом  в таблице выделены Герои, удостоенные звания дважды и более раз.
- Серым цветом  в таблице выделены Герои, представленные к званию посмертно.

| Навигационная таблица | Навигационная таблица                |
| --------------------- | ------------------------------------ |
| «Б»                   | Бабаджанян Амазасп — Балебин Василий |
| «Б»                   | Баленко Александр — Батяев Василий   |
| «Б»                   | Бахаев Степан — Белоусов Павел       |
| «Б»                   | Белоусов Степан — Бирченко Иван      |
| «Б»                   | Бирюзов Сергей — Бойцов Игорь        |
| «Б»                   | Бойцов Филипп — Бортник Роман        |
| «Б»                   | Бортовский Матвей — Булаев Александр |
| «Б»                   | Булаенко Иван — Бяков Алексей        |

| № п/п | Фамилия Имя Отчество                                                                                     | Дата Указа            | Род войск      | Должность | Звание                                | Годы жизни                           | БС ГС НЛ                        |
| ----- | --- | --------------------- | -------------- | --- | ------------------------------------- | ------------------------------------ | ------------------------------- |
| 1     | Бабаджаня́н Амазасп Хачатурович арм. Բաբաջանյան Համազասպ Խաչատուրի                                        | 26.04.1944            | танкист        | командир 20-й гвардейской механизированной бригады 1-й танковой армии 1-го Украинского фронта | гвардии полковник                     | 18.02.1906 — 01.11.1977              | [ БС 1 ] [ ГС 1 ] [ НЛ 1 ]      |
| 2     | Баба́ев Александр Иванович                                                                                | 31.05.1945            | артиллерия     | командир дивизиона 410-го артиллерийского полка 134-й стрелковой дивизии 69-й армии 1-го Белорусского фронта | майор                                 | 05.09.1913 — 09.04.1981              | [ БС 2 ] [ ГС 2 ] [ НЛ 2 ]      |
| 3     | Баба́ев Александр Иванович                                                                                | 21.02.1978            | генерал        | командующий 16-й воздушной армией Группы советских войск в Германии | генерал-полковник авиации             | 06.09.1923 — 22.05.1985              | ——                              |
| 4     | Баба́ев Батыр Давранович узб. Boboyev Botir Davronovich                                                   | 31.05.1945            | артиллерия     | командир батареи 118-го гвардейского артиллерийского полка 35-й гвардейской стрелковой дивизии 8-й гвардейской армии 1-го Белорусского фронта                                                                              | гвардии старший лейтенант             | 15.05.1914 — 04.11.1984              | [ БС 2 ] [ ГС 4 ] [ НЛ 3 ]      |
| 5     | Баба́ев Николай Архипович                                                                                 | 27.06.1945            | танкист        | командир бронетранспортёра роты управления 53-й гвардейской танковой бригады 6-го гвардейского танкового корпуса 3-й гвардейской танковой армии 1-го Украинского фронта                                                    | гвардии старший сержант               | 28.02.1924 — 13.08.1984              | [ БС 2 ] [ ГС 5 ] [ НЛ 4 ]      |
| 6     | Баба́ев Таджиали Бабаевич узб. Boboyev Tojiali                                                            | 31.05.1945            | пехота         | пулемётчик 1006-го стрелкового полка 266-й стрелковой дивизии 5-й ударной армии 1-го Белорусского фронта | младший сержант                       | 10.03.1908 — 26.05.1984              | [ БС 3 ] [ ГС 6 ] [ НЛ 5 ]      |
| 7     | Баба́ев Тухтасин Бабаевич узб. Boboyev Toʻxtasin                                                          | 15.01.1944            | пехота         | командир отделения 154-й отдельной разведывательной роты 81-й стрелковой дивизии 61-й армии Белорусского фронта | младший сержант                       | 12.01.1923 — 15.01.2000              | [ БС 4 ] [ ГС 7 ] [ НЛ 6 ]      |
| 8     | Бабажа́нов Дадаш Бабажанович узб. Bobojonov Dadash Bobojonovich                                           | 24.03.1945            | пехота         | командир отделения роты автоматчиков 1369-го стрелкового полка 417-й стрелковой дивизии 51-й армии 4-го Украинского фронта                                                                                                 | красноармеец                          | 01.03.1922 — 06.02.1985              | [ БС 4 ] [ ГС 8 ] [ НЛ 7 ]      |
| 9     | Баба́йлов Павел Константинович                                                                            | 23.02.1945            | авиация        | командир эскадрильи 163-го гвардейского истребительного авиационного полка 229-й истребительной авиационной дивизии 4-й воздушной армии 2-го Белорусского фронта                                                           | гвардии капитан                       | 25.02.1919 — 14.10.1944              | [ БС 4 ] [ ГС 9 ] [ НЛ 8 ]      |
| 10    | Баба́к Демид Иванович укр. Бабак Демид Іванович                                                           | 17.05.1944            | пехота         | командир роты 924-го стрелкового полка 252-й стрелковой дивизии 53-й армии Степного фронта | лейтенант                             | 1911 — 01.11.1943                    | [ БС 4 ] [ ГС 10 ] [ НЛ 9 ]     |
| 11    | Баба́к Иван Ильич укр. Бабак Іван Ілліч                                                                   | 01.11.1943            | авиация        | командир звена 100-го гвардейского истребительного авиационного полка 9-й гвардейской истребительной авиационной дивизии 8-й воздушной армии Южного фронта                                                                 | гвардии младший лейтенант             | 26.07.1919 — 24.06.2001              | [ БС 4 ] [ ГС 11 ] [ НЛ 10 ]    |
| 12    | Баба́к Олег Яковлевич укр. Бабак Олег Якович                                                              | 17.09.1991            | МВД            | заместитель командира роты по политической части 21-й бригады особого назначения внутренних войск МВД СССР | лейтенант                             | 25.02.1967 — 07.04.1991              | ——                              |
| 13    | Баба́к Пётр Корнеевич укр. Бабак Петро Корнійович                                                         | 23.09.1944            | пехота         | командир 479-го стрелкового полка 149-й стрелковой дивизии 3-й гвардейской армии 1-го Украинского фронта | подполковник                          | 06.09.1914 — 22.02.1992              | [ БС 6 ] [ ГС 13 ] [ НЛ 11 ]    |
| 14    | Бабана́ков Николай Петрович                                                                               | 29.06.1945            | инженер        | командир отделения 87-го отдельного моторизованного понтонно-мостового батальона 8-й моторизованной понтонно-мостовой бригады 65-й армии 2-го Белорусского фронта                                                          | сержант                               | 19.12.1919 — 21.06.1951              | [ БС 7 ] [ ГС 14 ] [ НЛ 12 ]    |
| 15    | Баба́нин Иван Акимович                                                                                    | 24.03.1945            | пехота         | командир стрелкового взвода 305-го гвардейского стрелкового полка 108-й гвардейской стрелковой дивизии 46-й армии 2-го Украинского фронта                                                                                  | гвардии младший лейтенант             | 10.06.1923 — 25.12.1994              | [ БС 7 ] [ ГС 15 ] [ НЛ 13 ]    |
| 16    | Баба́нин Николай Андреевич                                                                                | 03.06.1944            | танкист        | командир разведывательной роты 5-й гвардейской механизированной бригады 2-го гвардейского механизированного корпуса 28-й армии 3-го Украинского фронта                                                                     | гвардии капитан                       | 23.04.1918 — 11.05.1990              | [ БС 7 ] [ ГС 16 ] [ НЛ 14 ]    |
| 17    | Баба́нов Дмитрий Васильевич                                                                               | 10.04.1945            | пехота         | командир батальона 868-го стрелкового полка 287-й стрелковой дивизии 3-й гвардейской армии 1-го Украинского фронта | майор                                 | 26.10.1908 — 07.03.1964              | [ БС 7 ] [ ГС 17 ] [ НЛ 15 ]    |
| 18    | Баба́нов Иван Дмитриевич                                                                                  | 05.11.1944            | авиация        | штурман звена 1-го гвардейского минно-торпедного авиационного полка 8-й минно-торпедной авиационной дивизии ВВС Балтийского флота                                                                                          | гвардии лейтенант                     | 17.01.1911 — 04.01.1972              | [ БС 7 ] [ ГС 18 ] [ НЛ 16 ]    |
| 19    | Баба́нский Юрий Васильевич                                                                                | 21.03.1969            | пограничник    | командир отделения 2-й пограничной заставы «Нижне-Михайловская» 57-го пограничного отряда имени В. Р. Менжинского Тихоокеанского пограничного округа                                                                       | младший сержант                       | род. 20.12.1948                      | ——                              |
| 20    | Баба́хин Калистрат Иванович                                                                               | 24.03.1945            | инженер        | командир отделения 30-го гвардейского отдельного сапёрного батальона 26-й гвардейской стрелковой дивизии 11-й гвардейской армии 3-го Белорусского фронта                                                                   | гвардии сержант                       | 02.05.1918 — 22.05.1987              | [ БС 9 ] [ ГС 20 ] [ НЛ 17 ]    |
| 21    | Бабаче́нко Фёдор Захарович укр. Бабаченко Федір Захарович                                                 | 11.04.1940            | артиллерия     | начальник разведки артиллерийского дивизиона 323-го артиллерийского полка 123-й стрелковой дивизии 7-й армии Северо-Западного фронта                                                                                       | младший лейтенант                     | 10.10.1911 — 1944 (пропал без вести) | [ БС 9 ] [ ГС 21 ] [ НЛ 18 ]    |
| 22    | Бабая́н Агван Нагапетович арм. Բաբայան Աղվան Նահապետի                                                     | 24.03.1945            | пехота         | командир взвода 647-го стрелкового полка 216-й стрелковой дивизии 51-й армии 4-го Украинского фронта | младший лейтенант                     | 05.11.1919 — 17.01.1992              | [ БС 9 ] [ ГС 22 ] [ НЛ 19 ]    |
| 23    | Бабая́н Амаяк Григорьевич арм. Բաբայան Հմայակ Գրիգորի                                                     | 31.05.1945            | генерал        | командир 35-й механизированной бригады 1-го механизированного корпуса 2-й гвардейской танковой армии 1-го Белорусского фронта                                                                                              | генерал-майор                         | 15.08.1901 — 21.04.1945              | [ БС 9 ] [ ГС 23 ] [ НЛ 20 ]    |
| 24    | Бабая́н Грант Геворкович арм. Բաբայան Գրանտ Գևորգի                                                        | 15.05.1946            | пехота         | командир батальона 400-го стрелкового полка 89-й стрелковой дивизии 33-й армии 1-го Белорусского фронта | майор                                 | 07.06.1921 — 17.02.1995              | [ БС 9 ] [ ГС 24 ] [ НЛ 21 ]    |
| 25    | Бабе́нко Алексей Фёдорович укр. Бабенко Олексій Федорович                                                 | 29.08.1955            | авиация        | лётчик-испытатель, заместитель командира эскадрильи 5-го учебно-тренировочного центра ВВС | майор                                 | 25.03.1923 — 06.12.1996              | ——                              |
| 26    | Бабе́нко Яков Алексеевич укр. Бабенко Яків Олексійович                                                    | 10.04.1945            | пехота         | командир 333-го гвардейского стрелкового полка 117-й гвардейской стрелковой дивизии 13-й армии 1-го Украинского фронта | гвардии подполковник                  | 25.10.1913 — 28.05.1979              | [ БС 10 ] [ ГС 26 ] [ НЛ 22 ]   |
| 27    | Баби́ Владимир Зиновьевич                                                                                 | 24.03.1945            | танкист        | командир танкового батальона 117-й танковой бригады 1-го танкового корпуса 2-й гвардейской армии 1-го Прибалтийского фронта                                                                                                | майор                                 | 10.02.1913 — 06.10.1944              | [ БС 11 ] [ ГС 27 ] [ НЛ 23 ]   |
| 28    | Баби́й Василий Васильевич укр. Бабій Василь Васильович                                                    | 03.06.1944            | артиллерия     | командир батареи 663-го артиллерийского полка 218-й стрелковой дивизии 47-й армии Воронежского фронта | старший лейтенант                     | 03.01.1920 — 12.04.1986              | [ БС 11 ] [ ГС 28 ] [ НЛ 24 ]   |
| 29    | Ба́биков Макар Андреевич                                                                                  | 14.09.1945            | морской флот   | командир взвода 140-го отдельного разведывательного отряда особого назначения Тихоокеанского флота | главный старшина                      | 31.07.1921 — 02.02.2009              | [ БС 11 ] [ ГС 29 ] [ НЛ 25 ]   |
| 30    | Ба́бин Иван Васильевич                                                                                    | 10.04.1945            | кавалерия      | командир отделения 5-го гвардейского кавалерийского полка 1-й гвардейской кавалерийской дивизии 1-го гвардейского кавалерийского корпуса 38-й армии 1-го Украинского фронта                                                | гвардии младший сержант               | 08.04.1899 — 13.09.1944              | [ БС 11 ] [ ГС 30 ] [ НЛ 26 ]   |
| 31    | Ба́бичев Виктор Алексеевич                                                                                | 24.03.1945            | артиллерия     | командир орудия 125-го отдельного истребительного противотанкового дивизиона 29-й стрелковой дивизии 6-й гвардейской армии 1-го Прибалтийского фронта                                                                      | старшина                              | 16.04.1916 — 13.10.1980              | [ БС 11 ] [ ГС 31 ] [ НЛ 27 ]   |
| 32    | Ба́бичев Владимир Данилович                                                                               | 20.12.1943            | инженер        | командир отделения 109-го отдельного инженерно-сапёрного батальона 5-й инженерно-сапёрной бригады 57-й армии Степного фронта                                                                                               | старший сержант                       | 1906 — 11.01.1970                    | [ БС 11 ] [ ГС 32 ] [ НЛ 28 ]   |
| 33    | Ба́бичев Пётр Алексеевич                                                                                  | 24.03.1945            | пехота         | командир взвода пешей разведки 116-го гвардейского стрелкового полка 40-й гвардейской стрелковой дивизии 4-й гвардейской армии 3-го Украинского фронта                                                                     | гвардии лейтенант                     | 21.02.1922 — 15.08.1993              | [ БС 11 ] [ ГС 33 ] [ НЛ 29 ]   |
| 34    | Ба́бкин Иван Васильевич                                                                                   | 09.02.1944            | артиллерия     | командир орудия 328-го гвардейского истребительно-противотанкового артиллерийского полка 9-й гвардейской истребительно-противотанковой артиллерийской бригады РГК в составе 47-й армии Воронежского фронта                 | гвардии старший сержант               | 23.09.1914 — 12.12.1961              | [ БС 12 ] [ ГС 34 ] [ НЛ 30 ]   |
| 35    | Ба́бкин Михаил Николаевич                                                                                 | 18.08.1945            | авиация        | заместитель командира эскадрильи 198-го штурмового авиационного полка 233-й штурмовой авиационной дивизии 4-й воздушной армии 2-го Белорусского фронта                                                                     | старший лейтенант                     | 22.01.1922 — 08.12.1959              | [ БС 12 ] [ ГС 35 ] [ НЛ 31 ]   |
| 36    | Бабко́в Василий Петрович укр. Бабков Василь Петрович                                                      | 23.11.1942            | авиация        | штурман 434-го истребительного авиационного полка Сталинградского фронта | капитан                               | 14.04.1918 — 08.09.2001              | [ БС 12 ] [ ГС 36 ] [ НЛ 32 ]   |
| 37    | Бабо́шин Виктор Николаевич                                                                                | 15.01.1944            | пехота         | стрелок 218-го гвардейского стрелкового полка 77-й гвардейской стрелковой дивизии 61-й армии Центрального фронта | гвардии красноармеец                  | 02.12.1924 — 08.08.1979              | [ БС 12 ] [ ГС 37 ] [ НЛ 33 ]   |
| 38    | Ба́бушкин Александр Васильевич                                                                            | 19.04.1945            | авиация        | штурман эскадрильи 10-го отдельного разведывательного авиационного полка 1-й воздушной армии 3-го Белорусского фронта | капитан                               | 20.12.1920 — 25.09.1996              | [ БС 12 ] [ ГС 38 ] [ НЛ 34 ]   |
| 39    | Ба́бушкин Леонид Георгиевич                                                                               | 24.03.1945            | пехота         | командир отделения взвода пешей разведки 609-го стрелкового полка 139-й стрелковой дивизии 50-й армии 2-го Белорусского фронта                                                                                             | младший сержант                       | 03.04.1925 — 22.02.1993              | [ БС 12 ] [ ГС 39 ] [ НЛ 35 ]   |
| 40    | Ба́бушкин Михаил Сергеевич                                                                                | 27.06.1937            | авиация        | участник высокоширотной воздушной экспедиции «Север», второй пилот флагманского самолёта Н-170 полярной авиации Главного управления Северного морского пути                                                                | —                                     | 06.10.1893 — 18.05.1938              | ——                              |
| 41    | Ба́бушкин Роман Романович                                                                                 | 19.04.1945            | пехота         | заместитель по строевой части командира батальона 550-го стрелкового полка 126-й стрелковой дивизии 43-й армии 3-го Белорусского фронта                                                                                    | гвардии старший лейтенант             | 27.01.1919 — 29.07.1999              | [ БС 13 ] [ ГС 41 ] [ НЛ 36 ]   |
| 42    | Багаутди́нов Гильми Аблязович тат. Баһаветдинов Гыйльми Әбләз улы                                         | 24.03.1945            | пехота         | командир пулемётного расчёта 1259-го стрелкового полка 381-й стрелковой дивизии 21-й армии Ленинградского фронта | сержант                               | 1923 — 19.03.1945                    | [ БС 14 ] [ ГС 42 ] [ НЛ 37 ]   |
| 43    | Багдасаря́н Семён Карапетович арм. Բաղդասարյանը Սեմյոն                                                    | 24.03.1945            | пехота         | командир взвода 400-го стрелкового полка 89-й стрелковой дивизии Отдельной Приморской армии 4-го Украинского фронта | лейтенант                             | 05.10.1913 — 04.03.1993              | [ БС 14 ] [ ГС 43 ] [ НЛ 38 ]   |
| 44    | Баги́ров Мусеиб Багир оглы (Багиров Мусеиб Багирович) азерб. Bağırov Müseyib Bağır oğlu                   | 22.02.1944            | пехота         | командир взвода 206-го гвардейского стрелкового полка 69-й гвардейской стрелковой дивизии 4-й гвардейской армии Воронежского фронта                                                                                        | гвардии лейтенант                     | 30.06.1915 — 17.05.1981              | [ БС 14 ] [ ГС 44 ] [ НЛ 39 ]   |
| 45    | Баги́ров Рубен Христофорович арм. Բագիրովը Ռուբեն                                                         | 23.09.1944            | пехота         | командир взвода 1176-го стрелкового полка 350-й стрелковой дивизии 13-й армии 1-го Украинского фронта | лейтенант                             | 17.06.1908 — 20.02.1978              | [ БС 14 ] [ ГС 45 ] [ НЛ 40 ]   |
| 46    | Баграмя́н Иван Христофорович (Баграмян Ованес Хачатурович) арм. Բաղրամյան Հովհաննես Քրիստափորի            | 29.07.1944 01.12.1977 | генерал маршал | командующий 1-м Прибалтийским фронтом генеральный инспектор Группы генеральных инспекторов Министерства обороны СССР | генерал армии Маршал Советского Союза | 02.12.1897 — 21.09.1982              | [ БС 14 ] [ ГС 46 ] [ НЛ 41 ]   |
| 47    | Багя́н Григорий Карапетович арм. Բաղյան Գրիգոր Կարապետի                                                   | 29.06.1945            | пехота         | командир 71-го стрелкового полка 30-й стрелковой дивизии 11-го стрелкового корпуса 1-й гвардейской армии 4-го Украинского фронта                                                                                           | подполковник                          | 31.03.1912 — 25.10.1965              | [ БС 15 ] [ ГС 47 ] [ НЛ 42 ]   |
| 48    | Бада́нин Василий Иванович                                                                                 | 19.03.1944            | пехота         | стрелок 78-го гвардейского стрелкового полка 25-й гвардейской стрелковой дивизии 6-й армии Юго-Западного фронта | гвардии красноармеец                  | 14.03.1920 — 20.09.1994              | [ БС 16 ] [ ГС 48 ] [ НЛ 43 ]   |
| 49    | Бади́гин Константин Сергеевич                                                                             | 03.02.1940            | —              | капитан ледокольного парохода «Георгий Седов» Главного управления Северного морского пути | —                                     | 29.11.1910 — 17.03.1984              | ——                              |
| 50    | Ба́дин Фёдор Степанович                                                                                   | 15.05.1946            | пехота         | огнемётчик 8-го отдельного огнемётного батальона 5-й ударной армии 1-го Белорусского фронта | красноармеец                          | 20.04.1925 — 12.11.1990              | [ БС 16 ] [ ГС 50 ] [ НЛ 44 ]   |
| 51    | Бадма́ев Эренцен Лиджиевич                                                                                | 05.05.1990            | пехота         | командир роты 785-го стрелкового полка 144-й стрелковой дивизии 5-й армии 1-го Дальневосточного фронта | старший лейтенант                     | 15.12.1918 — 07.08.1992              | [ БС 5 ] [ ГС 51 ] [ НЛ 45 ]    |
| 52    | Бадрутди́нов Минулла Бадрутдинович тат. Бәдретдинов Миңнулла Бәдретдин улы                                | 19.03.1944            | пехота         | стрелок 78-го гвардейского полка 25-й гвардейской стрелковой дивизии 6-й армии Юго-Западного фронта | гвардии сержант                       | 1901 — 29.09.1943                    | [ БС 16 ] [ ГС 52 ] [ НЛ 46 ]   |
| 53    | Ба́дьин Владимир Иванович                                                                                 | 26.10.1943            | артиллерия     | командир батареи 671-го артиллерийского полка 213-й стрелковой дивизии 7-й гвардейской армии Степного фронта | старший лейтенант                     | 17.10.1918 — 25.09.2003              | [ БС 16 ] [ ГС 53 ] [ НЛ 47 ]   |
| 54    | Бадю́к Михаил Михайлович                                                                                  | 22.02.1944            | авиация        | старший воздушный стрелок-радист 9-го гвардейского минно-торпедного авиационного полка 5-й минно-торпедной авиационной дивизии ВВС Северного флота                                                                         | гвардии старшина                      | 03.01.1920 — 25.03.1993              | [ БС 16 ] [ ГС 54 ] [ НЛ 48 ]   |
| 55    | Бае́вский Георгий Артурович                                                                               | 04.02.1944            | авиация        | штурман эскадрильи 5-го гвардейского истребительного авиационного полка 11-й гвардейской истребительной авиационной дивизии 1-го гвардейского смешанного авиационного корпуса 17-й воздушной армии 3-го Украинского фронта | гвардии старший лейтенант             | 11.07.1921 — 06.05.2005              | [ БС 17 ] [ ГС 55 ] [ НЛ 49 ]   |
| 56    | Бажа́нов Александр Васильевич                                                                             | 22.08.1944            | артиллерия     | командир орудия батареи 76-мм пушек 68-го стрелкового полка 70-й стрелковой дивизии 33-й армии 2-го Белорусского фронта | старший сержант                       | 01.09.1917 — 29.06.1944              | [ БС 18 ] [ ГС 56 ] [ НЛ 50 ]   |
| 57    | Бажа́нов Григорий Сергеевич                                                                               | 22.07.1944            | авиация        | штурман эскадрильи 1-го гвардейского минно-торпедного авиационного полка 8-й минно-торпедной авиационной дивизии ВВС Балтийского флота                                                                                     | гвардии капитан                       | 27.12.1918 — 09.12.1955              | [ БС 18 ] [ ГС 57 ] [ НЛ 51 ]   |
| 58    | Баже́нов Анатолий Васильевич                                                                              | 20.12.1943            | пехота         | помощник командира взвода пешей разведки 270-го гвардейского стрелкового полка 89-й гвардейской стрелковой дивизии 37-й армии Степного фронта                                                                              | гвардии сержант                       | 04.06.1920 — 15.10.1999              | [ БС 18 ] [ ГС 58 ] [ НЛ 52 ]   |
| 59    | Баже́нов Глеб Фёдорович                                                                                   | 19.08.1944            | авиация        | командир эскадрильи 19-го гвардейского авиационного полка 8-й гвардейской авиационной дивизии 2-го гвардейского авиационного корпуса Авиации дальнего действия                                                             | гвардии капитан                       | 20.07.1919 — 02.05.1975              | [ БС 18 ] [ ГС 59 ] [ НЛ 53 ]   |
| 60    | Ба́жин Пётр Яковлевич                                                                                     | 29.10.1943            | пехота         | командир батальона 136-го гвардейского стрелкового полка 42-й гвардейской стрелковой дивизии 40-й армии Воронежского фронта                                                                                                | гвардии капитан                       | 24.08.1914 — 16.04.1978              | [ БС 18 ] [ ГС 60 ] [ НЛ 54 ]   |
| 61    | Бажо́ра Фёдор Максимович                                                                                  | 24.03.1945            | комиссар       | парторг батальона 376-го стрелкового полка 220-й стрелковой дивизии 31-й армии 3-го Белорусского фронта | младший лейтенант                     | 15.02.1911 — 05.07.1966              | [ БС 18 ] [ ГС 61 ] [ НЛ 55 ]   |
| 62    | База́кин Николай Николаевич                                                                               | 24.03.1945            | пехота         | командир роты 346-го стрелкового полка 63-й стрелковой дивизии 5-й армии 3-го Белорусского фронта | младший лейтенант                     | 14.02.1923 — 29.08.2010              | [ БС 18 ] [ ГС 62 ] [ НЛ 56 ]   |
| 63    | База́нов Пётр Васильевич                                                                                  | 26.10.1944            | авиация        | заместитель командира эскадрильи 3-го гвардейского истребительного авиационного полка 235-й истребительной авиационной дивизии 10-го истребительного авиационного корпуса 2-й воздушной армии 1-го Украинского фронта      | гвардии капитан                       | 10.01.1923 — 04.09.2003              | [ БС 19 ] [ ГС 63 ] [ НЛ 57 ]   |
| 64    | База́ров Иван Фёдорович                                                                                   | 02.09.1943            | авиация        | командир эскадрильи 247-го истребительного авиационного полка 203-й истребительной авиационной дивизии 1-го штурмового авиационного корпуса 5-й воздушной армии Степного фронта                                            | капитан                               | 31.12.1916 — 22.11.1943              | [ БС 20 ] [ ГС 64 ] [ НЛ 58 ]   |
| 65    | Ба́здырев Николай Дмитриевич                                                                              | 27.02.1945            | пехота         | наводчик станкового пулемёта пулемётной роты стрелкового батальона 1054-го стрелкового полка 301-й стрелковой дивизии 5-й ударной армии 1-го Белорусского фронта                                                           | сержант                               | 16.11.1925 — 21.01.2002              | [ БС 20 ] [ ГС 65 ] [ НЛ 59 ]   |
| 66    | Баздырёв Григорий Афанасьевич                                                                            | 03.06.1944            | инженер        | командир сапёрного отделения инженерно-минной роты 7-й гвардейской механизированной бригады 3-го гвардейского механизированного корпуса 47-й армии Воронежского фронта                                                     | гвардии сержант                       | 1907 — 25.12.1971                    | [ БС 20 ] [ ГС 66 ] [ НЛ 60 ]   |
| 67    | Ба́зылев Иван Кириллович                                                                                  | 04.06.1944            | инженер        | минёр 10-го отдельного гвардейского батальона минёров 43-й армии Калининского фронта | гвардии красноармеец                  | 1922 — 12.05.1943                    | [ БС 20 ] [ ГС 67 ] [ НЛ 61 ]   |
| 68    | Баи́сов Матай каз. Бәйісов Матай                                                                          | 10.01.1944            | пехота         | командир пулемётного отделения 342-го стрелкового полка 136-й стрелковой дивизии 38-й армии Воронежского фронта | красноармеец                          | 1903 — 11.11.1943                    | [ БС 20 ] [ ГС 68 ] [ НЛ 62 ]   |
| 69    | Байбаре́нко Григорий Николаевич укр. Байбаренко Григорій Миколайович                                      | 29.10.1943            | инженер        | командир отделения 268-го отдельного инженерного батальона 38-й армии Воронежского фронта | старший сержант                       | 03.05.1919 — 28.04.1996              | [ БС 20 ] [ ГС 69 ] [ НЛ 63 ]   |
| 70    | Байбула́тов Ирбайхан Адылханович (Бейбулатов Ирбайхан Адылханович) чечен. Байбулатов Ирбайхан Адылханович | 01.11.1943            | пехота         | командир батальона 690-го стрелкового полка 126-й стрелковой дивизии 51-й армии 4-го Украинского фронта | старший лейтенант                     | 1912 — 26.10.1943                    | [ БС 21 ] [ ГС 70 ] [ НЛ 64 ]   |
| 71    | Ба́йда Мария Карповна                                                                                     | 20.06.1942            | медики         | санитарный инструктор 514-го стрелкового полка 172-й стрелковой дивизии Приморской армии Северо-Кавказского фронта | старший сержант                       | 01.02.1922 — 30.08.2002              | [ БС 22 ] [ ГС 71 ] [ НЛ 65 ]   |
| 72    | Байдуко́в Георгий Филиппович                                                                              | 24.07.1936            | авиация        | лётчик-испытатель Научно-испытательного института ВВС | старший лейтенант                     | 26.05.1907 — 28.12.1994              | ——                              |
| 73    | Байко́в Георгий Иванович                                                                                  | 29.06.1945            | авиация        | командир звена 9-го гвардейского истребительного авиационного полка 303-й истребительной авиационной дивизии 1-й воздушной армии 3-го Белорусского фронта                                                                  | гвардии старший лейтенант             | 26.02.1923 — 14.07.1969              | [ БС 22 ] [ ГС 73 ] [ НЛ 66 ]   |
| 74    | Байко́в Семён Григорьевич                                                                                 | 16.03.1942            | инженер        | командир сапёрного взвода 50-го отдельного моторизованного инженерного батальона 1-го механизированного корпуса 11-й армии Северо-Западного фронта                                                                         | младший лейтенант                     | 1914 — 08.07.1941                    | [ БС 22 ] [ ГС 74 ] [ НЛ 67 ]   |
| 75    | Баймагамбе́тов Султан Биржанович каз. Баймағамбетов Сұлтан Біржанұлы                                      | 21.02.1944            | пехота         | командир пулемётного отделения 147-го стрелкового полка 43-й стрелковой дивизии 67-й армии Ленинградского фронта | старший сержант                       | 01.04.1920 — 25.07.1943              | [ БС 23 ] [ ГС 75 ] [ НЛ 68 ]   |
| 76    | Байму́рзин Гаяз Исламетдинович баш. Баймырҙин Ғаяз Исламетдин улы                                         | 05.11.1944            | авиация        | заместитель командира эскадрильи 13-го гвардейского авиационного полка 4-й гвардейской авиационной дивизии 4-го гвардейского авиационного корпуса Авиации дальнего действия                                                | гвардии майор                         | 01.01.1913 — 07.05.1948              | [ БС 24 ] [ ГС 76 ] [ НЛ 69 ]   |
| 77    | Баймуха́нов Муса Баймуханович каз. Баймұханов Мұса Баймұханұлы                                            | 10.04.1945            | пехота         | командир взвода 538-го стрелкового полка 120-й стрелковой дивизии 21-й армии 1-го Украинского фронта | младший лейтенант                     | 16.10.1910 — 18.03.1945              | [ БС 24 ] [ ГС 77 ] [ НЛ 70 ]   |
| 78    | Байрамдурды́ев Таган туркм. Baýramdurdyýew Tagan                                                          | 27.02.1945            | кавалерия      | наводчик станкового пулемёта 54-го гвардейского кавалерийского полка 14-й гвардейской кавалерийской дивизии 7-го гвардейского кавалерийского корпуса 1-го Белорусского фронта                                              | гвардии красноармеец                  | 1909 — 22.05.1977                    | [ БС 24 ] [ ГС 78 ] [ НЛ 71 ]   |
| 79    | Байра́мов Исмаил Халилович азерб. Bayramov İsmayıl Xəlil oğlu                                             | 10.04.1945            | комиссар       | парторг роты 243-го стрелкового полка 181-й стрелковой дивизии 6-й армии 1-го Украинского фронта | старшина                              | 1900 — 11.02.1945                    | [ БС 24 ] [ ГС 79 ] [ НЛ 72 ]   |
| 80    | Байра́мов Мульки туркм. Baýramow Mülki                                                                    | 15.01.1944            | кавалерия      | командир эскадрона 60-го гвардейского кавалерийского полка 16-й гвардейской кавалерийской дивизии 7-го гвардейского кавалерийского корпуса 61-й армии Центрального фронта                                                  | гвардии старший лейтенант             | 12.11.1909 — 11.06.1965              | [ БС 24 ] [ ГС 80 ] [ НЛ 73 ]   |
| 81    | Байсулта́нов Алим Юсуфович                                                                                | 23.10.1942            | авиация        | заместитель командира эскадрильи 4-го гвардейского истребительного авиационного полка 61-й истребительной авиационной бригады ВВС Балтийского флота                                                                        | гвардии капитан                       | 15.05.1919 — 28.09.1943              | [ БС 24 ] [ ГС 81 ] [ НЛ 74 ]   |
| 82    | Бака́лов Михаил Ильич                                                                                     | 19.03.1944            | артиллерия     | наводчик миномёта батареи 309-го гвардейского стрелкового полка 109-й гвардейской стрелковой дивизии 44-й армии Южного фронта                                                                                              | гвардии сержант                       | 08.05.1920 — май 1944                | [ БС 25 ] [ ГС 82 ] [ НЛ 75 ]   |
| 83    | Бака́нов Дмитрий Евстигнеевич                                                                             | 29.05.1945            | генерал        | командир 74-й гвардейской стрелковой дивизии 8-й гвардейской армии 1-го Белорусского фронта | гвардии генерал-майор                 | 01.06.1898 — 06.05.1989              | [ БС 26 ] [ ГС 83 ] [ НЛ 76 ]   |
| 84    | Бака́нов Сергей Семёнович                                                                                 | 24.03.1945            | артиллерия     | командир взвода противотанковых ружей 696-го стрелкового полка 383-й стрелковой дивизии 33-й армии 1-го Белорусского фронта                                                                                                | лейтенант                             | 11.09.1911 — 19.11.1990              | [ БС 26 ] [ ГС 84 ] [ НЛ 77 ]   |
| 85    | Баки́ров Михаил Максимович                                                                                | 16.05.1944            | пехота         | командир батальона 9-го гвардейского стрелкового полка 3-й гвардейской стрелковой дивизии 2-й гвардейской армии 4-го Украинского фронта                                                                                    | гвардии капитан                       | 07.11.1918 — 08.04.1944              | [ БС 26 ] [ ГС 85 ] [ НЛ 78 ]   |
| 86    | Баклако́в Василий Ильич                                                                                   | 23.09.1944            | пехота         | командир 218-й стрелковой дивизии 3-й гвардейской армии 1-го Украинского фронта | гвардии полковник                     | 01.02.1902 — 24.03.1982              | [ БС 26 ] [ ГС 86 ] [ НЛ 79 ]   |
| 87    | Бакла́н Андрей Яковлевич укр. Баклан Андрій Якович                                                        | 23.11.1942            | авиация        | командир звена 434-го истребительного авиационного полка 16-й воздушной армии Сталинградского фронта | старший лейтенант                     | 23.07.1917 — 20.05.1985              | [ БС 26 ] [ ГС 87 ] [ НЛ 80 ]   |
| 88    | Бакла́нов Глеб Владимирович                                                                               | 29.05.1945            | генерал        | командир 34-го гвардейского стрелкового корпуса 5-й гвардейской армии 1-го Украинского фронта | гвардии генерал-майор                 | 14.08.1910 — 16.01.1976              | [ БС 26 ] [ ГС 88 ] [ НЛ 81 ]   |
| 89    | Бакла́нов Леонид Владимирович                                                                             | 23.09.1944            | пехота         | вожатый военно-служебной собаки 2-го отдельного полка специальной службы 3-й гвардейской армии 1-го Украинского фронта | красноармеец                          | 13.02.1924 — 12.06.2001              | [ БС 5 ] [ ГС 89 ] [ НЛ 82 ]    |
| 90    | Бакра́дзе Давид Ильич груз. ბაქრაძე დავით                                                                 | 07.08.1944            | партизан       | активный участник партизанской борьбы на Украине в Польше, командир партизанского полка имени С. В. Руднева 1-й Украинской партизанской дивизии                                                                            | —                                     | 21.01.1912 — 13.12.1977              | [ БС 27 ] [ ГС 90 ] [ НЛ 83 ]   |
| 91    | Ба́ксов Алексей Иванович                                                                                  | 22.07.1944            | генерал        | командир 67-й гвардейской стрелковой дивизии 23-го гвардейского стрелкового корпуса 6-й гвардейской армии 1-го Прибалтийского фронта                                                                                       | гвардии генерал-майор                 | 18.03.1907 — 26.11.1986              | [ БС 28 ] [ ГС 91 ] [ НЛ 84 ]   |
| 92    | Баку́лин Иван Иванович                                                                                    | 08.05.1965            | партизан       | активный участник партизанской борьбы на Украине, секретарь Харьковского подпольного обкома КП(б)У | —                                     | 29.07.1900 — 24.09.1942              | ——                              |
| 93    | Баку́лин Михаил Фёдорович                                                                                 | 24.03.1945            | пехота         | командир батальона 1129-го стрелкового полка 337-й стрелковой дивизии 6-й гвардейской танковой армии 2-го Украинского фронта                                                                                               | майор                                 | 25.11.1921 — 05.10.1944              | [ БС 28 ] [ ГС 93 ] [ НЛ 85 ]   |
| 94    | Баку́ров Дмитрий Алексеевич                                                                               | 16.10.1943            | артиллерия     | командир батареи 229-го стрелкового полка 8-й стрелковой дивизии 13-й армии Центрального фронта | капитан                               | 07.02.1922 — 26.04.2019              | [ БС 28 ] [ ГС 94 ] [ НЛ 86 ]   |
| 95    | Балаба́ев Александр Васильевич укр. Балабаєв Олександр Васильович                                         | 13.09.1944            | пехота         | автоматчик 105-го гвардейского стрелкового полка 34-й гвардейской стрелковой дивизии 46-й армии 3-го Украинского фронта | гвардии красноармеец                  | 1915 — 14.05.1944                    | [ БС 28 ] [ ГС 95 ] [ НЛ 87 ]   |
| 96    | Балаба́нов Анатолий Иванович                                                                              | 29.06.1945            | авиация        | командир эскадрильи 135-го гвардейского бомбардировочного авиационного полка 6-й гвардейской бомбардировочной авиационной дивизии 1-й воздушной армии 3-го Белорусского фронта                                             | гвардии майор                         | 01.01.1912 — 25.05.1980              | [ БС 29 ] [ ГС 96 ] [ НЛ 88 ]   |
| 97    | Бала́бин Юрий Михайлович                                                                                  | 27.06.1945            | авиация        | штурман 144-го гвардейского штурмового авиационного полка 9-й гвардейской штурмовой авиационной дивизии 1-го гвардейского штурмового авиационного корпуса 2-й воздушной армии 1-го Украинского фронта                      | гвардии капитан                       | 28.08.1922 — 16.01.2007              | [ БС 30 ] [ ГС 97 ] [ НЛ 89 ]   |
| 98    | Бала́бух Юзеф Иванович укр. Балабух Юзеф Іванович                                                         | 27.06.1945            | пехота         | помощник командира взвода 399-го стрелкового полка 111-й стрелковой дивизии 52-й армии 1-го Украинского фронта | сержант                               | 1921 — 16.05.1974                    | [ БС 30 ] [ ГС 98 ] [ НЛ 90 ]   |
| 99    | Бала́кин Василий Никитич                                                                                  | 24.03.1945            | инженер        | исполняющий обязанности командира роты 67-го гвардейского отдельного сапёрного батальона 57-й гвардейской стрелковой дивизии 8-й гвардейской армии 1-го Белорусского фронта                                                | гвардии лейтенант                     | 05.03.1920 — 30.04.1966              | [ БС 30 ] [ ГС 99 ] [ НЛ 91 ]   |
| 100   | Бала́кин Николай Пименович                                                                                | 15.05.1946            | пехота         | командир роты 120-го гвардейского стрелкового полка 39-й гвардейской стрелковой дивизии 8-й гвардейской армии 1-го Белорусского фронта                                                                                     | гвардии старший лейтенант             | 20.08.1922 — 22.05.1953              | [ БС 30 ] [ ГС 100 ] [ НЛ 92 ]  |
| 101   | Бала́кирев Николай Михайлович                                                                             | 01.07.1944            | авиация        | командир эскадрильи 218-го штурмового авиационного полка 299-й штурмовой авиационной дивизии 16-й воздушной армии Белорусского фронта                                                                                      | старший лейтенант                     | 18.12.1922 — 29.05.2001              | [ БС 30 ] [ ГС 101 ] [ НЛ 93 ]  |
| 102   | Балалу́ев Алексей Андреевич                                                                               | 18.08.1945            | авиация        | лётчик-инспектор Управления истребительной авиации Главного управления боевой подготовки фронтовой авиации Военно-воздушных сил СССР                                                                                       | майор                                 | 29.09.1914 — 09.08.1946              | [ БС 30 ] [ ГС 102 ] [ НЛ 94 ]  |
| 103   | Баламу́ткин Григорий Васильевич                                                                           | 26.10.1944            | авиация        | заместитель командира эскадрильи 431-го штурмового авиационного полка 299-й штурмовой авиационной дивизии 16-й воздушной армии 1-го Белорусского фронта                                                                    | старший лейтенант                     | 03.03.1918 — 10.04.1985              | [ БС 30 ] [ ГС 103 ] [ НЛ 95 ]  |
| 104   | Бала́ндин Александр Николаевич                                                                            | 11.08.1990            | космонавт      | бортинженер космического корабля «Союз ТМ-9» и орбитального научно-исследовательского комплекса «Мир» | —                                     | род. 30.07.1953                      | ——                              |
| 105   | Бала́ндин Василий Максимович                                                                              | 24.03.1945            | артиллерия     | командир батареи 30-го гвардейского артиллерийского полка 11-й гвардейской стрелковой дивизии 11-й гвардейской армии 3-го Белорусского фронта                                                                              | гвардии старший лейтенант             | 24.02.1920 — 10.11.1988              | [ БС 31 ] [ ГС 105 ] [ НЛ 96 ]  |
| 106   | Бала́ндин Владимир Александрович                                                                          | 19.04.1945            | авиация        | командир звена 18-го гвардейского истребительного авиационного полка 303-й истребительной авиационной дивизии 1-й воздушной армии 3-го Белорусского фронта                                                                 | гвардии старший лейтенант             | 17.03.1923 — 30.12.1944              | [ БС 32 ] [ ГС 106 ] [ НЛ 97 ]  |
| 107   | Бала́ндин Михаил Фокич                                                                                    | 21.07.1944            | пехота         | командир взвода 1065-го стрелкового полка 272-й стрелковой дивизии 7-й армии Карельского фронта | младший лейтенант                     | 09.10.1922 — 24.02.2001              | [ БС 32 ] [ ГС 107 ] [ НЛ 98 ]  |
| 108   | Бала́нов Никифор Федотович                                                                                | 27.06.1937            | авиация        | командир звена истребителей И-16 ВВС Испанской Республики | капитан                               | 10.07.1909 — 03.06.1981              | ——                              |
| 109   | Балаха́нов Дмитрий Александрович                                                                          | 26.01.1940            | комиссар       | комиссар 609-го стрелкового полка 139-й стрелковой дивизии 8-й армии | комиссар                              | 07.11.1904 — 12.12.1939              | ——                              |
| 110   | Балашо́в Александр Иванович (Бала́шев Александр Иванович)                                                  | 29.08.1939            | авиация        | помощник командира 22-го истребительного авиационного полка истребительной авиационной бригады 1-й армейской группы | капитан                               | 31.03.1905 — 13.07.1939              | ——                              |
| 111   | Балашо́в Анатолий Николаевич                                                                              | 22.02.1944            | танкист        | командир роты танков Т-34 34-го отдельного танкового полка 53-й армии Степного фронта | старший лейтенант                     | 31.01.1921 — 30.05.1993              | [ БС 32 ] [ ГС 111 ] [ НЛ 99 ]  |
| 112   | Балашо́в Василий Дмитриевич                                                                               | 24.08.1943            | авиация        | заместитель командира эскадрильи 8-го отдельного разведывательного авиационного полка 8-й воздушной армии Сталинградского фронта                                                                                           | капитан                               | 10.02.1921 — 11.04.1985              | [ БС 32 ] [ ГС 112 ] [ НЛ 100 ] |
| 113   | Балашо́в Вячеслав Павлович                                                                                | 24.07.1943            | авиация        | командир звена 24-го минно-торпедного авиационного полка 5-й бомбардировочной авиационной бригады ВВС Северного флота | капитан                               | 16.04.1917 — 01.04.1990              | [ БС 33 ] [ ГС 113 ] [ НЛ 101 ] |
| 114   | Балашо́в Георгий Сергеевич                                                                                | 01.07.1944            | авиация        | командир эскадрильи 402-го истребительного авиационного полка 265-й истребительной авиационной дивизии 3-го истребительного авиационного корпуса 8-й воздушной армии 4-го Украинского фронта                               | капитан                               | 01.03.1914 — 21.07.1947              | [ БС 34 ] [ ГС 114 ] [ НЛ 102 ] |
| 115   | Балашо́в Евгений Иванович                                                                                 | 27.06.1945            | авиация        | штурман 95-го гвардейского штурмового авиационного полка 5-й гвардейской штурмовой авиационной дивизии 2-го гвардейского штурмового авиационного корпуса 2-й воздушной армии 1-го Украинского фронта                       | гвардии старший лейтенант             | 04.03.1920 — 15.02.1990              | [ БС 34 ] [ ГС 115 ] [ НЛ 103 ] |
| 116   | Балашо́в Иван Филиппович                                                                                  | 07.04.1940            | авиация        | помощник командира 6-го дальнебомбардировочного авиационного полка 27-й дальнебомбардировочной авиационной бригады Северо-Западного фронта                                                                                 | майор                                 | 23.01.1907 — 05.01.1984              | [ БС 34 ] [ ГС 116 ] [ НЛ 104 ] |
| 117   | Балашо́в Михаил Ефимович                                                                                  | 19.03.1944            | инженер        | сапёр 28-го гвардейского отдельного сапёрного батальона 25-й гвардейской стрелковой дивизии 6-й армии Юго-Западного фронта                                                                                                 | гвардии красноармеец                  | 15.12.1903 — 26.09.1943              | [ БС 34 ] [ ГС 117 ] [ НЛ 105 ] |
| 118   | Балая́н Гарегин Шегиевич арм. Բալայան Գարեգին                                                             | 23.10.1943            | пехота         | командир мотострелкового батальона 69-й механизированной бригады 9-го механизированного корпуса 3-й гвардейской армии Воронежского фронта                                                                                  | капитан                               | 28.02.1912 — 25.09.1943              | [ БС 34 ] [ ГС 118 ] [ НЛ 106 ] |
| 119   | Ба́лдин Анатолий Михайлович                                                                               | 13.04.1944            | авиация        | командир звена 92-го гвардейского штурмового авиационного полка 4-й гвардейской штурмовой авиационной дивизии 5-го штурмового авиационного корпуса 2-й воздушной армии 1-го Украинского фронта                             | гвардии лейтенант                     | 03.01.1923 — 07.01.1995              | [ БС 35 ] [ ГС 119 ] [ НЛ 107 ] |
| 120   | Балды́нов Илья Васильевич бур. Балдынов Илья                                                              | 08.09.1945            | пехота         | командир 109-й гвардейской стрелковой дивизии 53-й армии Забайкальского фронта | гвардии полковник                     | 03.08.1903 — 22.09.1980              | [ БС 36 ] [ ГС 120 ] [ НЛ 108 ] |
| 121   | Бале́бин Василий Алексеевич                                                                               | 22.02.1943            | авиация        | заместитель командира эскадрильи 1-го гвардейского минно-торпедного авиационного полка 8-й авиационной бригады ВВС Балтийского флота                                                                                       | гвардии капитан                       | 28.03.1908 — 23.12.1979              | [ БС 36 ] [ ГС 121 ] [ НЛ 109 ] |

| Навигационная таблица | Навигационная таблица                |
| --------------------- | ------------------------------------ |
| «Б»                   | Бабаджанян Амазасп — Балебин Василий |
| «Б»                   | Баленко Александр — Батяев Василий   |
| «Б»                   | Бахаев Степан — Белоусов Павел       |
| «Б»                   | Белоусов Степан — Бирченко Иван      |
| «Б»                   | Бирюзов Сергей — Бойцов Игорь        |
| «Б»                   | Бойцов Филипп — Бортник Роман        |
| «Б»                   | Бортовский Матвей — Булаев Александр |
| «Б»                   | Булаенко Иван — Бяков Алексей        |